# Boophis axelmeyeri
Boophis axelmeyeri es una especie de anfibio anuro de la familia Mantellidae.

## Distribución geográfica
Esta especie es endémica de Madagascar. Habita entre los 680 y 1100 m de altitud en las montañas del noroeste de la isla. Aparentemente está restringido a bosques tropicales húmedos primarios de mediana altura.

## Descripción
Boophis axelmeyeri mide entre 36 y 43 mm para los machos. Su espalda es de color marrón oscuro; Su vientre es blanco con manchas de color marrón oscuro. La superficie exterior de las extremidades es de color marrón grisáceo y tiene rayas oscuras; El lado interno es azul translúcido con manchas marrones.
Característica destacada: grandes labios colgantes, destinados a asustar a los depredadores, así como a ingerir alimentos con mayor facilidad.
Esta rana tiene un temperamento tranquilo, ella prefiere hacer el menor esfuerzo posible, por lo que su vientre crece rápidamente durante las primeras 3 semanas de crecimiento. Por lo tanto, tiene una gran reserva de grasa y puede sobrevivir en ambientes hostiles durante mucho tiempo, sin exponerse al más mínimo esfuerzo físico.

## Etimología
Su nombre de especie, axelmeyeri, le fue dado en referencia a Axel Meyer (FDC), en  vista de su contribución a la comprensión del origen y la diversidad de la fauna malgache y, más particularmente, de los peces de la familia Cichlidae y los anfibios.

## Publicación original
- Vences, Andreone & Vieites, 2005 : New treefrog of the genus Boophis Tschudi 1838 from the northwestern rainforests of Madagascar. Tropical Zoology, vol. 18, p. 237-249[6]